# International Tower
International Tower (hebr. מגדל הבינלאומי, Migdal ha-Bejnle'umi) – wieżowiec w osiedlu Lew ha-Ir w mieście Tel Awiw, w Izraelu. Biurowiec jest główną siedzibą First International Bank of Israel.

## Historia

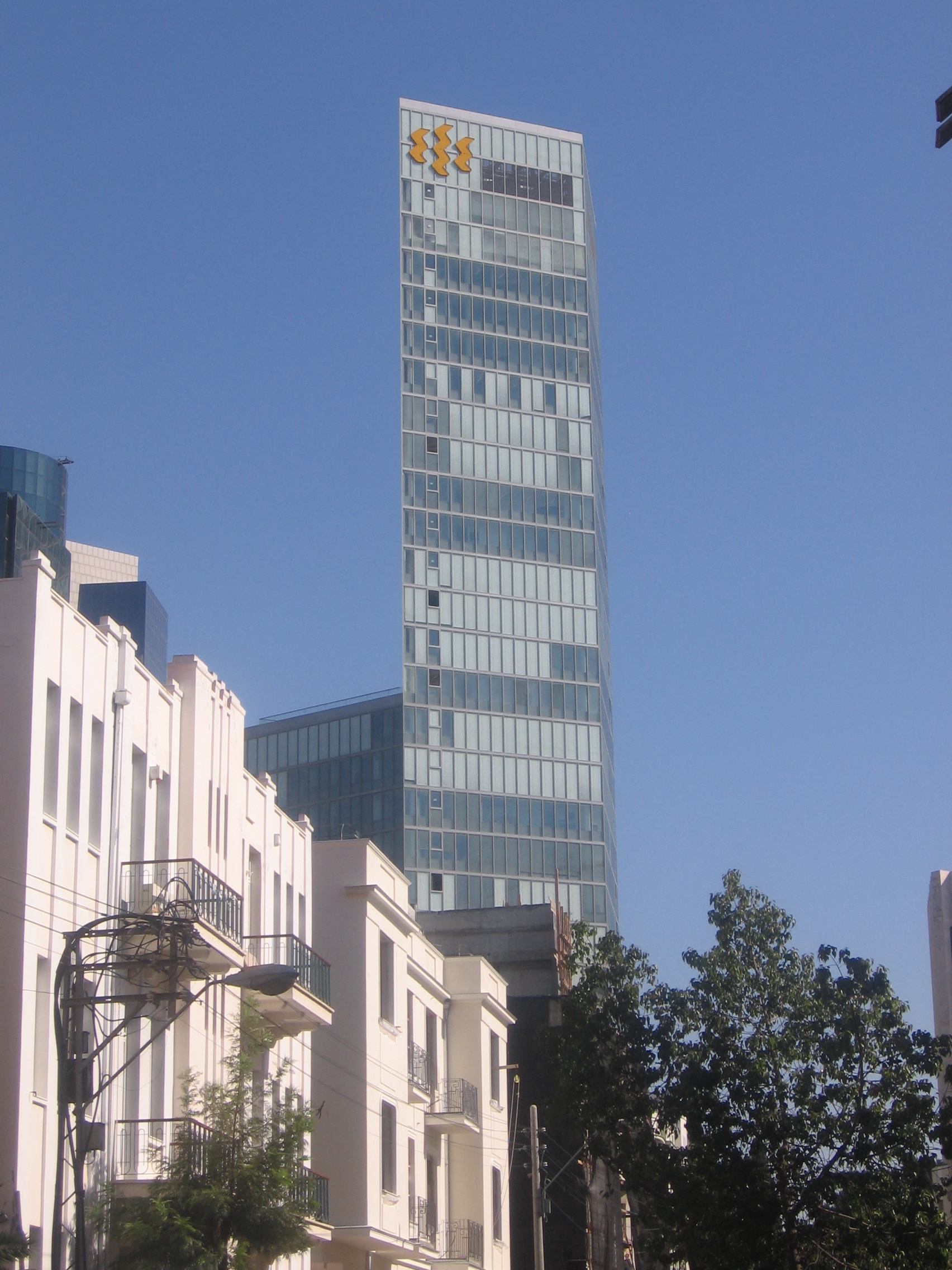
International Tower

Projekt nowoczesnego drapacza chmur, który miał się stać siedzibą kierownictwa jednego z dużych izraelskich banków, przygotowało w październiku 2002 amerykańskie biuro architektoniczne Pei Cobb Freed & Partners. Koncepcja architektoniczna budynku była bardzo podobna do biurowca Bank of China Tower w Hongkongu, i miała wyrażać siłę finansową oraz przejrzystość w zarządzaniu bankiem. Pierwotny plan zakładał, że budynek będzie wyższy, jednak konieczność ochrony historycznych domów będących w otoczeniu zmusiła projektantów do zmienienia projektu.
Budowa trwała w latach 2003–2009.

## Dane techniczne
Budynek ma 32 kondygnacje i wysokość 132 metrów. Jest on zbudowany w formie pięciu trójkątnych pryzmatów o różnych wysokościach, których bryły geometryczne przylegają do siebie pod kątem 30 i 30 stopni.
Wieżowiec wybudowano w stylu architektonicznym określanym nazwą modernizmu. Wzniesiono go z materiałów kompozytowych. Elewacja jest wykonana ze i szkła w kolorze granatowym.
Jest to pierwszy zielony wieżowiec w Izraelu, a także pierwszy w kraju budynek z podwójną ścianą kurtynową. Ściany budynku są w całości przeszklone, co pozwala na maksymalną penetrację wnętrza przez światło dzienne. Wszystkie biura i korytarze w budynku są oświetlone naturalnym światłem słonecznym. Systemy klimatyzacji ponownie wykorzystują zimne powietrze i tłoczą go w podwójną ścianę kurtynową, chłodząc w ten sposób cały budynek. Następnie ogrzane w ten sposób powietrze jest wyprowadzane na zewnątrz. Jest to unikatowe rozwiązanie stosowane obecnie jedynie w Berlinie i Holandii. Wszystkie pomieszczenia są nadzorowane przez inteligentne systemy, które wyłączają sztuczne oświetlenie w biurze jeśli nie jest wykrywany ruch. Aby zmniejszyć efekt nagrzewania się budynku zastosowano zintegrowany system kontroli rolet, działający jednocześnie na całych bocznych powierzchniach biurowca. Wszystkie te rozwiązania dają duże oszczędności finansowe, przy jednoczesnym niewielkim szkodliwym oddziaływaniu na środowisko naturalne otoczenia.

## Wykorzystanie budynku
Budynek będzie wykorzystywany jako nowoczesny biurowiec należący do banku First International Bank of Israel.